# Корнештский район
Корне́штский райо́н (молд. raionul Cornești, молд. районул Корнешть) — административно-территориальная единица Молдавской ССР, существовавшая с 11 ноября 1940 года по 9 января 1956 года.

## История
Как и большинство районов Молдавской ССР, образован 11 ноября 1940 года, центр — село Корнешты. До 16 октября 1949 года находился в составе Бельцкого уезда, после упразднения уездного деления перешёл в непосредственное республиканское подчинение.
С 31 января 1952 года по 15 июня 1953 года район входил в состав Кишинёвского округа, после упразднения окружного деления вновь перешёл в непосредственное республиканское подчинение.
9 января 1956 года Корнештский район был ликвидирован, его территория была передана в состав Унгенского района.

## Административное деление
По состоянию на 1 января 1955 года Корнештский район состоял из 1 пгт (Корнешты) и 11 сельсоветов: Бумботский, Гирчештский, Кондратештский, Корнештский, Нападенский, Новобогенский, Пырлицкий, Синештский, Старонегуренский, Старореденский и Тешкуренский.